# Silvie Hejlíková
Silvie Hejlíková (* 20. srpna 1981 Praha) je bývalá československá a česká sportovní gymnastka, účastnice ME v Petrohradě (1996) a MS v Lausanne (1996).

## Životopis
Pochází z rodiny, kde její matka se jmenuje Zuzana Hejlíková a otec Otakar Hejlík. Oba dva rodiče jsou podnikatelé, matka prodává v obchodě na Karlově mostě, její přítel provozuje hostinskou činnost. Otec pracuje s olympijským vítězem Robertem Změlíkem ve firmě Starlife v Hostivicích. S gymnastikou začala již v útlém věku. Začínala trénovat na Strahově pod vedením Věry Čáslavské, bývalé olympijské vítězky z Tokia (1964) a Mexika (1968).

## Sportovní kariéra
Od šesté třídy docházela na pražské sportovní gymnázium. Zde chodila jen dva roky, ve 13 letech si jí vyhlédli manželé Rejnartovi, trenéři děčínského gymnastického oddílu a zároveň české reprezentace žen. Ve 13 letech se stala nejmladší reprezentantkou v České republice. Její první úspěch bylo vítězství v mezinárodním závodě v Popradě (1995). Opakovaně se stávala mistryní republiky, na mezinárodní scéně bylo jejím největším úspěchem 19. místo na ME v Petrohradě (1996). Účastnila se také MS v Lausanne, byla nominována na Olympijské hry v Sydney (2000), kterých se z osobních důvodů nezúčastnila. Její sportovní kariéra se naplnila v roce 1999.

## Největší úspěchy
- 13x titul mistryně ČR
- 19. místo na ME v Petrohradě (1996)
- Účast na MS v Lausanne (1996)
- Nominace na OH v Sydney (2000)

## Současný život
V současné době pracuje jako servírka v rodinném podniku na Malém Břevnově. Žije v Horoměřicích s přítelem, se kterým má tříletého syna Daniela.
A má dva Bratrance Davida a Adama
Webové stránky: www.silviehejlikova.estranky.cz